# فرانك نورث
فرانك نورث (بالإنجليزية: Frank Joshua North)‏ هو عسكري ومترجم أمريكي، ولد في 10 مارس 1840 في مانهاتن في الولايات المتحدة، وتوفي في 15 مارس 1885 في كولمبوس في الولايات المتحدة.